# Le Bic
Pour les articles homonymes, voir Bic.
Le Bic est un village situé dans la région administrative du Bas-Saint-Laurent au Québec (Canada). Il s'agit d'un district de la ville de Rimouski depuis 2009. Avant cela, Le Bic formait une municipalité distincte. Lors du recensement de 2006, la population était de 2 946 habitants.
Le Bic est la maison du restaurant Chez Saint-Pierre qui figurait dans la liste des 100 meilleurs restaurants au Canada en 2016,.

## Toponymie
L'origine du nom de la municipalité est lié au passage de Samuel de Champlain en 1603 qui nomme alors l'endroit « Le Pic » en relation avec la présence d'une « montagne assez pointue » de 347 mètres, le Pic Champlain. Ce nom par corruption lexicale devient ensuite Le Bic, appellation reprise lors de la création de la seigneurie du Bic en 1675.

## Démographie
Selon le recensement de Statistique Canada, la population de la municipalité était de 2946 habitants en 2006. Il s'agit d'une augmentation de 2,6 % par rapport aux données de 2001 mentionnant le nombre de 2872 habitants.

## Histoire

### Explorateurs européens et début de la colonisation
- 1535 : Voyage de Jacques Cartier au Canada durant lequel il s'arrête dans le Havre du Bic;
- 1603 : Champlain séjourne à son tour dans le Havre du Bic.  Il nomme le point culminant de l'actuel Parc national du Bic le Pic Champlain;

En 1675, Charles Denys de Vitré  obtient du gouverneur Frontenac la Seigneurie du Bic.  Souhaitant exploiter au plus tôt les ressources présentes sur ses terres et pour se conformer à la loi qui exige qu'il habite ces mêmes terres, le sieur de Vitré engagea un certain Jean Gaignon, qui devint le premier habitant du Bic.
- 1680 : Jean Gaignon, premier colon à s'installer dans la Seigneurie du Bic;
- 1688 : Charles Aubert de la Chesnaye, marchand de Québec, achète la Seigneurie du Bic;
- 1702 : François Aubert de la Chesnaye hérite de la Seigneurie;
- 1750 : Ignace François Gabriel Aubert de la Chesnaye, fils de François devient Seigneur;
- 1766 : Dame Marie-Anne l'Estrigant de St-Martin (épouse de Ignace François Gabriel Aubert de la Chesnaye) et dame Charlotte Aubert d'Albergatti deviennent propriétaires de la Seigneurie du Bic;
- 1810 : Construction de la route Royale reliant Trois-Pistoles et Rimouski;
- 1822 : Archibald Campbell (en) acquiert la seigneurie du Bic, en échange de terrains situés à Québec.

### La paroisse et le village du Bic

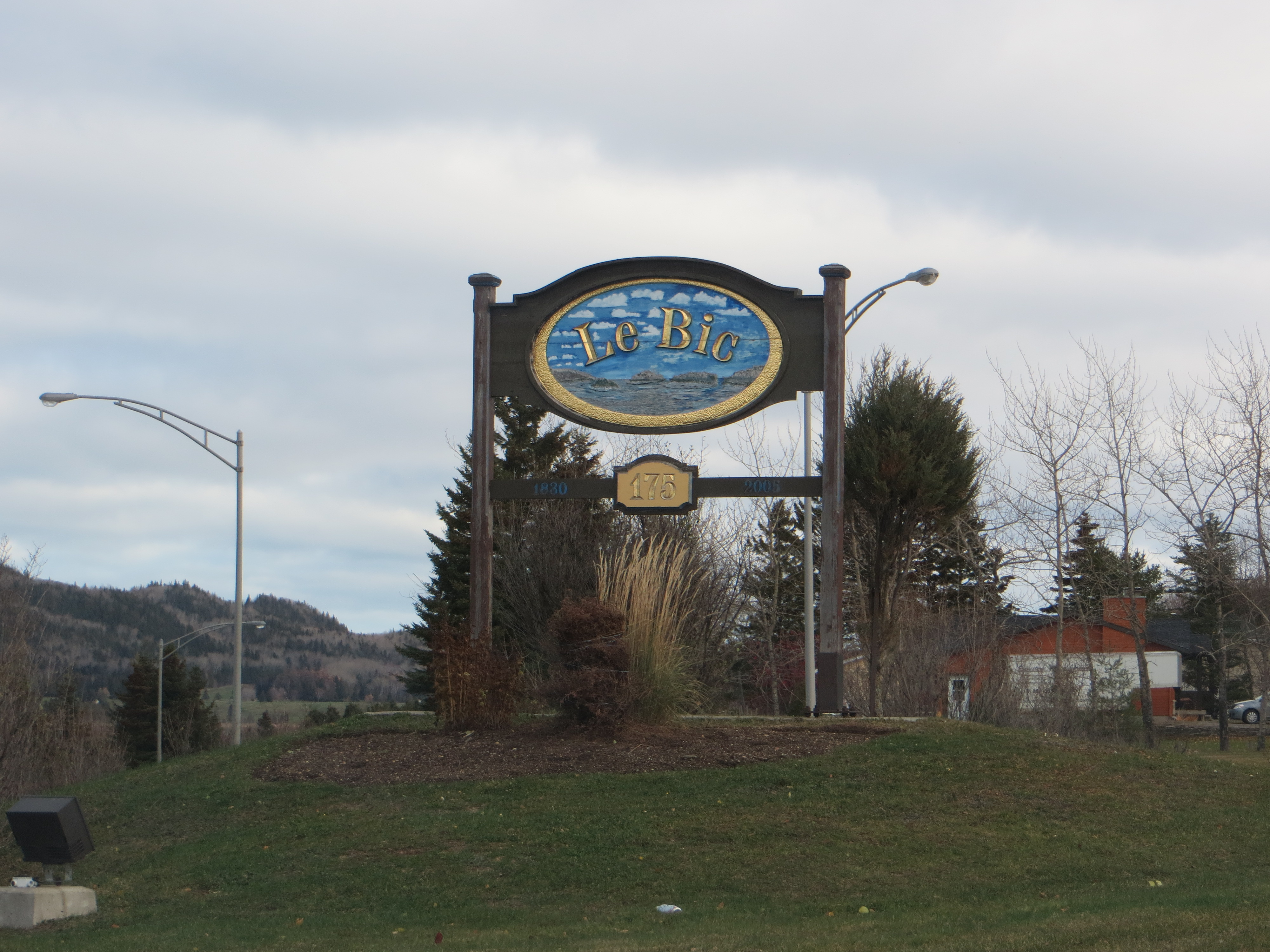
Signalisation de bienvenue au Bic

- 1830, 18 février : Inauguration canonique de l'église Sainte-Cécile du Bic;
- 1842 : 203 habitants. Début des travaux du phare de l'Île Bicquette;
- 1843 : Érection de la première croix de chemin;
- 1851 : La population atteint 1 391 habitants;
- 1854 : Abolition du régime seigneurial;
- 1862 : Archibald Campbell meurt dans sa seigneurie. On organise des funérailles grandioses réunissant de nombreux notables de la ville de Québec.
- 1882 : Construction du premier quai;
- 1890, 18 août. Incendie de la première église;
- 1899 : Compagnie de téléphone de la Métis obtient la permission du conseil municipal pour l'installation des infrastructures nécessaires au service téléphonique;
- 1905 : La station de pilotage du Saint-Laurent est transférée à Pointe-au-Père
- 1925, 28 février. Tremblement de terre;
- 1925, 16 août. Bénédiction de la 2e croix du Mont-St-Louis;
- 1928 : Une partie des habitants du village du Bic demandent la formation du Village Mont-St-Louis;
- 1930 : Le quai du village brûle;
- 1940 : Un poste à incendie et une tour de séchage de 30 pieds sont construits.
- 1942 : Le premier dépotoir municipal est inauguré;
- 1963 : Bénédiction du Collège Mont-St-Louis;
- 1972 : Fusion des deux municipalités (Mont-St-Louis et Bic).

## Fusion avec Rimouski
À partir de 2005-2006, la municipalité fait face au problème de mise à niveau de son réseau d'aqueduc, une facture évaluée à près de 20 millions de dollars. Malgré la possibilité d'obtenir une subvention du gouvernement du Québec représentant jusqu'à 75 % de la facture, le solde des coûts de la réfection représente tout de même une facture énorme pour la population du Bic qui s'élève à environ 3 000 habitants.
- 2009 : Démarches de fusion avec la ville de Rimouski. Un nombre insuffisant d'opposants lors de la signature du registre le 15 avril permet la demande officielle de fusion auprès du Gouvernement du Québec.
- 2009 : Le Bic est annexé à Rimouski le 16 septembre 2009 par le Gouvernement du Québec[7].

## Légendes
- « À l'époque de la création, Dieu, ayant fait les montagnes, chargea un ange d'aller les distribuer sur toute la surface de la terre.  Arrivé au Bic, terme de son voyage, son manteau pesait encore lourdement.  L'ange fit alors ce que nous aurions fait nous-mêmes en pareille circonstance: il tourna son manteau et le secoua vigoureusement; c'est pourquoi, dit-on, il y a tant de montagnes au Bic ».[8]